# Международный географический союз

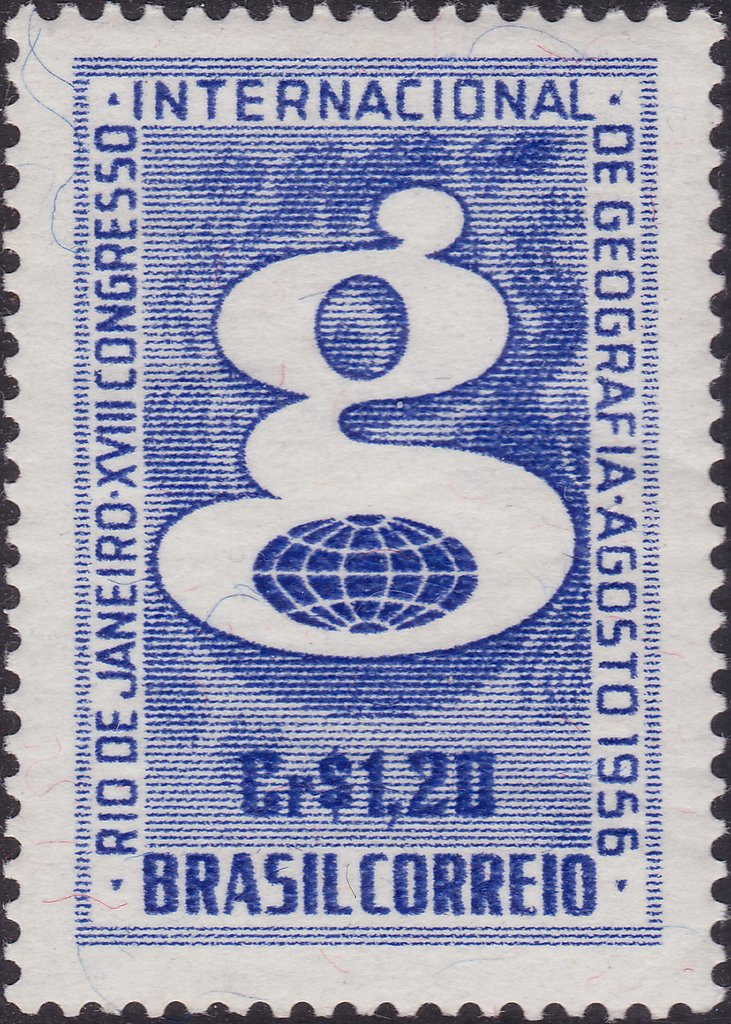
Почтовая марка Бразилии 1956 года, посвящённая XVIII Международному географическому конгрессу в Рио-де-Жанейро

Международный географический союз (МГС; англ. International Geographical Union; фр. Union géographique internationale) — международное научное объединение географов. Место расположения Секретариата — Дели, Индия.

## История
Первый Международный географический конгресс прошёл в 1871 году в Антверпене.
В современном виде основан в 1922 году в Брюсселе. Руководящий орган — Исполнительный комитет (состоящий из Президента, восьми Вице-президентов, Генерального секретаря и Казначея), избираемый Генеральной ассамблеей, состоящей из глав национальных делегаций. В структуре МГС также действуют на постоянной основе комиссии и исследовательские группы. Раз в 4 года проводятся конгрессы МГС. Выпускается Бюллетень МГС.
СССР стал членом союза в 1956 году. Координацию между советскими географическими организациями и МГС осуществлял Национальный комитет советских географов, преобразованный в 1992 году в Российский национальный комитет Международного географического союза (в настоящее время председателем является академик В. М. Котляков, исполнительным секретарём — А. Б. Себенцов).7 марта 2022 г. они были отстранены от членства в МГС из-за вторжения России в Украину. В 1976 году конгресс МГС прошёл в СССР. 
В настоящее время в союз входят 87 стран.
Цели МГС:
1. Содействовать изучению географических проблем;
2. Инициировать и координировать географические исследования, требующие международного сотрудничества, содействовать их широкому научному обсуждению и публикации их результатов;
3. Обеспечивать участие географов в работе международных организаций;
4. Содействовать улучшению сбора и распространения географических данных и документации как внутри стран-членов МГС, так и между ними;
5. Содействовать проведению Международных географических конгрессов, региональных конференций и специализированных симпозиумов, тематика которых соответствует целям Союза;
6. Принимать участие в любых других формах международного сотрудничества с целью содействия географическим исследованиям и применению их результатов на практике;
7. Содействовать международной стандартизации и унификации методов, номенклатуры и символики, используемых в географии.

Рабочими языками МГС являются английский и французский.
МГС входит в Международный совет научных союзов (ISCU) и Международный совет общественных наук (ISSC).

## Руководство[3]
| - 1922—1924 Ролан Бонапарт, Франция - 1924—1928 Никола Вакелли, Италия - 1928—1931 Робер Буржуа, Франция - 1931—1934 Исайя Боумен, США - 1934—1938 Чарльз Клоуз, Великобритания - 1938—1949 Эммануэль де Мартон, Франция - 1949—1952 Джордж Кресси, США - 1952—1956 Дадли Стамп, Великобритания - 1956—1960 Ханс Альман, Швеция - 1960—1964 Карл Тролль, Германия - 1964—1968 Шиба Чаттерджи, Индия - 1968—1972 Станислав Лещинский, Польша - 1972—1976 Жан Дреш, Франция - 1976—1980 Майкл Уайз, Великобритания - 1980—1984 Акин Мабоганж, Нигерия - 1984—1988 Питер Скотт, Австралия - 1988—1992 Роланд Фучс, США - 1992—1996 Герман Т. Ферштаппен, Нидерланды - 1996—2000 Бруно Мессерли, Швейцария - 2000—2004 Анна Баттимер, Ирландия - 2004—2006 Адальберто Вальега, Италия - 2006—2008 Хосе Паласио-Прието, Мексика - 2008—2012 Рональд Аблер, США - 2012—2016 Владимир Колосов, Россия - 2016—2021 Юкио Химияма, Япония - 2021 — н. в. Майкл Медоуз, ЮАР | - 1922—1928 Чарльз Клоуз, Великобритания - 1928—1931 Филиппо де Филиппи, Италия - 1931—1938 Эммануэль де Мартон, Франция - 1938—1940 Поль Мишотт, Бельгия - 1940—1949 Маргерит Лефевр, Бельгия - 1949—1956 Джордж Кимбл, Канада - 1956—1968 Ганс Бош, Швейцария - 1968—1976 Чонси Харрис, США - 1976—1984 Вальтер Маншард, Германия - 1984—1992 Лешек А. Косинский, Канада - 1992—2000 Экхарт Элерс, Германия - 2000—2008 Рональд Аблер, США - 2008—2010 Ю Ву Ик, Республика Корея - 2010—2018 Майкл Медоуз, ЮАР - 2018—2021 Р.Б. Сингх, Индия - 2021 — н. в. Барбарос Гоненджил, Турция |

## Международные географические конгрессы
Список Международных географических конгрессов, проводимых Международным географическим союзом:
| Конгресс     | Год  | Страна и город                                                    |
| ------------ | ---- | ----------------------------------------------------------------- |
| I            | 1871 | Антверпен                                                         |
| II           | 1875 | Париж                                                             |
| III          | 1881 | Венеция                                                           |
| IV           | 1889 | Париж                                                             |
| V            | 1891 | Берн                                                              |
| VI           | 1895 | Лондон                                                            |
| VII          | 1899 | Берлин                                                            |
| VIII         | 1904 | Вашингтон, Филадельфия, Нью-Йорк, Ниагара-Фолс, Чикаго, Сент-Луис |
| IX           | 1908 | Женева                                                            |
| X            | 1913 | Рим                                                               |
| XI           | 1925 | Каир                                                              |
| XII          | 1928 | Кембридж                                                          |
| XIII         | 1931 | Париж                                                             |
| XIV          | 1934 | Варшава                                                           |
| XV           | 1938 | Амстердам                                                         |
| XVI          | 1949 | Лиссабон                                                          |
| XVII         | 1952 | Вашингтон                                                         |
| XVIII        | 1956 | Рио-де-Жанейро                                                    |
| XIX          | 1960 | Стокгольм                                                         |
| XX           | 1964 | Лондон                                                            |
| XXI          | 1968 | Дели                                                              |
| XXII         | 1972 | Монреаль                                                          |
| XXIII        | 1976 | Москва                                                            |
| XXIV         | 1980 | Токио                                                             |
| XXV          | 1984 | Париж                                                             |
| XXVI         | 1988 | Сидней                                                            |
| XXVII        | 1992 | Вашингтон                                                         |
| XXVIII       | 1996 | Гаага                                                             |
| XXIX         | 2000 | Сеул                                                              |
| XXX          | 2004 | Глазго                                                            |
| XXXI         | 2008 | Тунис                                                             |
| XXXII        | 2012 | Кёльн                                                             |
| XXXIII       | 2016 | Пекин                                                             |
| XXXIV        | 2021 | Стамбул                                                           |
| внеочередной | 2022 | Париж                                                             |
| XXXV         | 2024 | Дублин                                                            |